# Обедище-Єжевсько
Обедище-Єжевсько (хорв. Obedišće Ježevsko) — населений пункт у Хорватії, у Загребській жупанії у складі громади Ругвиця.

## Населення
Населення за даними перепису 2011 року становило 119 осіб.
Динаміка чисельності населення поселення:

## Клімат
Середня річна температура становить 10,92 °C, середня максимальна – 25,74 °C, а середня мінімальна – -6,32 °C. Середня річна кількість опадів – 847 мм.
| Клімат поселення                              | Клімат поселення | Клімат поселення | Клімат поселення | Клімат поселення | Клімат поселення | Клімат поселення | Клімат поселення | Клімат поселення | Клімат поселення | Клімат поселення | Клімат поселення | Клімат поселення | Клімат поселення |
| Показник                                      | Січ.             | Лют.             | Бер.             | Квіт.            | Трав.            | Черв.            | Лип.             | Серп.            | Вер.             | Жовт.            | Лист.            | Груд.            |                  |
| Середній максимум, °C                         | 6,06             | 8,28             | 12,86            | 17,49            | 22,78            | 25,74            | 24,82            | 24,00            | 20,02            | 14,80            | 9,17             | 5,10             |                  |
| Середня температура, °C                       | −0,13            | 2,10             | 6,69             | 11,30            | 16,59            | 19,56            | 21,00            | 20,18            | 16,19            | 10,98            | 5,34             | 1,29             |                  |
| Середній мінімум, °C                          | −6,32            | −4,09            | 0,48             | 5,10             | 10,40            | 13,38            | 17,18            | 16,36            | 12,38            | 7,16             | 1,53             | −2,53            |                  |
| Норма опадів, мм                              | 49               | 47               | 55               | 66               | 75               | 91               | 77               | 82               | 79               | 80               | 84               | 62               |                  |
| Середньомісячна швидкість вітру, м/с          | 1.90             | 2.10             | 2.50             | 2.40             | 2.20             | 2.00             | 1.92             | 1.80             | 1.80             | 1.80             | 1.90             | 1.90             |                  |
| Середньомісячна сонячна радіація, кДж/м²·день | 4133             | 6892             | 10600            | 15031            | 19249            | 21219            | 22090            | 19438            | 14164            | 8783             | 4558             | 3336             |                  |
| --------------------------------------------- | ---------------- | ---------------- | ---------------- | ---------------- | ---------------- | ---------------- | ---------------- | ---------------- | ---------------- | ---------------- | ---------------- | ---------------- | ---------------- |
| Джерело:                                      |                  |                  |                  |                  |                  |                  |                  |                  |                  |                  |                  |                  |                  |